# Maria Stuarda
Maria Stuarda là vở opera 2 hoặc 3 màn của nhà soạn nhạc người Ý Gaetano Donizetti. Người viết lời cho tác phẩm này là Giuseppe Bardari. Bardari đã dựa theo một vở kịch của đại văn hào người Đức Friedrich Schiller để viết lời cho vở opera này. Nó được trình diễn lần đầu tiên vào năm 1835.